# タップタン郡
タップタン郡（タップタンぐん、タイ語: ทัพทัน, 発音 [tʰáp tʰān]）はタイ王国北部ウタイターニー県の北部にある郡（アムプー）である。

## 歴史
アユタヤ王朝時代の緬泰戦争において、アユタヤ軍はビルマ軍の後を追い、この地区で追いついた。戦闘の結果シャム軍（タイ軍）が勝利し、この地域をバンタップタンと名付けた。
1906年、この地方の名称はノーンクラディからタップタンに改称された。
1917年、タップタン郡はウタイターニー県に追加された。

## 地理
隣接する群は南東から時計回りに、ウタイターニー県のムアンウタイターニー郡、ノーンカーヤーン郡、ノーンチャーン郡、ラーンサック郡、サワーンアーロム郡、そしてナコーンサワン県のクロークプラ郡である。

## 行政
この郡には10の準郡（タムボン）、90の村（ムーバーン）がある。
準郡自治地域（テーサバーンタンボン）の一つタップタンはタップタン、トゥンナターイ, カオキーフォイ, ノンヤプローンの各準郡を含む。
タルクドゥーはタルクドゥー準郡を含む。
さらに5つのタムボン自治体（TAO）がある。
| 番号 | 準郡名           | 準郡名          | 準郡名      | 村数 | 人口   |
| 番号 | 日本語           | 英語            | タイ語      | 村数 | 人口   |
| ---- | ---------------- | --------------- | ----------- | ---- | ------ |
| 01.  | タップタン       | Thap Than       | ทัพทัน        | 08   | 04,533 |
| 02.  | トゥンナターイ   | Thung Na Thai   | ทุ่งนาไทย     | 07   | 01,587 |
| 03.  | カオキーフォイ   | Khao Khi Foi    | เขาขี้ฝอย     | 06   | 01,340 |
| 04.  | ノンヤプローン   | Nong Ya Plong   | หนองหญ้าปล้อง | 06   | 01,687 |
| 05.  | コックモー       | Khok Mo         | โคกหม้อ      | 05   | 02,312 |
| 06.  | ノンヤイダー     | Nong Yai Da     | หนองยายดา   | 08   | 03,126 |
| 07.  | ノンクランドン   | Nong Klang Dong | หนองกลางดง  | 11   | 03,051 |
| 08.  | ノンクラトゥーン | Nong Krathum    | หนองกระทุ่ม   | 15   | 07,240 |
| 09.  | ノンサ           | Nong Sa         | หนองสระ     | 07   | 02,124 |
| 10.  | タルクドゥー     | Taluk Du        | ตลุกดู่        | 17   | 11,631 |

## 参照情報
1. ↑   (Thai)Royal Gazette 22 (52):  1182. (1906-03-25). http://www.ratchakitcha.soc.go.th/DATA/PDF/2448/052/1182_2.PDF.
2. ↑  “Population statistics 2008”.   Department of Provincial Administration. 2010年2月16日閲覧。[リンク切れ]